# DC Universum
Het DC Universum (DCU) is de naam van een fictief universum waarin de strips van DC Comics zich afspelen. 

## Geschiedenis

### Creatie
Aanvankelijk hanteerde DC Comics het principe dat elk van zijn superhelden zich in zijn eigen fictieve wereld bevond. Het concept van een gedeeld universum waar alle personages van DC Comics in leefden werd voor het eerst verkend door schrijver Gardner Fox. Het feit dat de verschillende personages van DC Comics zich in hetzelfde fictieve universum bevonden werd bevestigd in All Star Comics #3 (1940), waarin verschillende helden die tot dusver enkel in hun eigen verhalen speelden elkaar ontmoetten, en het eerste superheldenteam oprichtten: de Justice Society of America. Zodoende ontstond het gedeelde universum.
In tegenstelling tot bijvoorbeeld het Marvel Universum, waarin al sinds de jaren 40 van de 20e eeuw een continuïteit heerst die met behulp van onder andere een opschuivende tijdlijn steeds wordt gemoderniseerd, laat DC Comics zijn verhalen regelmatig weer van voor af aan beginnen met een nieuwe continuïteit om zo de personages aan te kunnen passen aan een nieuwe tijdsperiode en publiek.

### Multiversum
De term DC Universum wordt doorgaans gebruikt om te refereren aan de hoofdcontinuïteit in de strips van DC Comics. Maar er bestaan ook verhalen die zich buiten deze continuïteit afspelen. In feite is het DC Universum onderdeel van een groter multiversum.
In de loop der jaren heeft DC Comics vaak zijn personages aangepast. Zo kregen sommigen een andere oorsprong en uiterlijk, of werden zelfs geheel vervangen door een nieuwkomer. Voorbeelden van helden die op deze manier vaak veranderingen ondergingen zijn Flash, Green Lantern, en Hawkman. Ook andere personages zoals Batman en Superman, wiens oude verhalen zich afspeelden in de jaren 30 en 40 van de 20e eeuw, werden regelmatig gemoderniseerd om te verklaren hoe ze er na al die jaren nog jong uit konden zien. Als gevolg hiervan ontstond het multiversum.
De eerste keer dat het Multiversum duidelijk werd getoond was bij de overgang van de Golden Age van de strips naar de Silver Age. In een verhaal gepubliceerd in Flash #123 ontmoette de Silver Age Flash zijn Golden Age tegenhanger. In dit verhaal werd verklaard dat de Silver Age versies van de DC superhelden zich bevonden in een universum genaamd "Earth-One", en de Golden Age helden in een universum genaamd "Earth-Two".
Over de jaren is dit principe van meerder universa regelmatig toegepast om verhalen te schrijven die zich buiten de hoofdcontinuïteit afspelen, en om de personages steeds te herintroduceren voor een nieuw publiek.

### Crisis-verhalen
Een belangrijk keerpunt in de geschiedenis van het DC Universum was het verhaal Crisis on Infinite Earths (crisis op ontelbare Aarden), gepubliceerd in 1985 en 1986. In dit verhaal stortte vrijwel het gehele multiversum in en ontstond een nieuw universum. In dit nieuwe universum kwamen personages uit zowel de Golden Age als Silver Age voor. Tevens gebruikte DC dit verhaal om veel van zijn bekende personages opnieuw een make-over te geven.
Het verhaal werd niet alleen gepubliceerd om wederom een nieuwe start te maken, maar ook om het inmiddels grote aantal parallelle universums te reduceren tot een. 
Sinds de jaren 80 van de 20e eeuw vindt om de tien jaar een soortgelijke “crisis” plaats, die DC Comics in staat stelt zijn personages te moderniseren. De meest recente versie is de Infinite Crisis, die plaatsvond in 2005-2006.

## Omschrijving

### Basis
Het basisconcept van het DC Universum is in feite gelijk aan de echte wereld, maar dan met het bestaan van superhelden en schurken. Veel “echte” gebeurtenissen, zoals de Tweede Wereldoorlog, hebben ook plaatsgevonden in het DC Universum. 
Toch zijn er een aantal duidelijke verschillen. Zo kent het DC Universum vele fictieve steden en landen zoals Gotham City en Qurac. Deze landen en steden symboliseren vaak een aspect van een stad of land. Zo symboliseert Gotham City de negatieve kanten van een grote stad, terwijl Metropolis juist de positieve kanten van een grote stad benadrukt.

### Superhelden en schurken
Het DC Universum zit vol met mensen met superkrachten. 
De meeste van deze helden en schurken danken hun krachten aan het "metagen": een genetische afwijking van onbekende oorsprong. Bij sommige mensen wordt dit metagen op natuurlijke wijze geactiveerd, maar bij de meeste is daar een bron van buitenaf voor nodig (meestal blootstelling aan een gevaarlijke of dodelijke situatie). Andere helden krijgen hun krachten van magie, genetische manipulatie of omdat ze geen mensen zijn (zoals de Martian Manhunter en Superman). Daarnaast bestaan ook genoeg superhelden en schurken die geen superkrachten hebben,maar dit compenseren door geavanceerde technologie (zoals Batman).
In het DC Universum bestaan helden met speciale krachten al eeuwenlang. In de middeleeuwen en het Wilde Westen kwamen reeds gekostumeerde helden en schurken voor. 
Teams van helden bestaan al geruime tijd. In de jaren 30 werd de Justice Society of America opgericht. Tijdens de Tweede Wereldoorlog werd de All-Star Squadron gevormd. Na de oorlog werd de JSA gedwongen opgeheven vanwege het toenemende wantrouwen tegen de helden. Daarna verdwenen de helden een tijdje uit het beeld, totdat Superman zijn intrede deed. Korte tijd daarna werden teams als de Justice League en Teen Titans opgericht.
Superhelden worden in het DC Universum doorgaans geaccepteerd door het publiek. Sommige, zoals Superman en The Flash, hebben zelfs eigen musea.

### Geavanceerde technologie
In het DC Universum bestaat technologie die veel geavanceerder is dan in werkelijkheid. Deze technologie is in de meeste gevallen erg duur, en enkel beschikbaar voor rijke of machtige personen en organisaties. Robots en cyborgs zijn geen onbekend verschijnsel in het DC Universum. De technologie in het DC Universum komt niet alleen van de aarde zelf, maar ook van andere planeten of uit de toekomst.

### Verborgen rassen
De aarde van het DC Universum kent een aantal verborgen volkeren en rassen waar de meeste mensen lange tijd niets van af wisten. Zo zijn er de Atlantianen, nakomelingen van de inwoners van de stad Atlantis die geheel aangepast zijn aan leven onder water. Verder zijn er de Warworlders, testpersonen van een oud overheidsproject die nu in de wereld onder Metropolis leven, en een ras van intelligente telepathisch begaafde gorilla's die een geheime stad in Afrika hebben.

### Aliens
Er bestaan vele intelligente buitenaardse rassen in het DC Universum. De meeste zijn humanoïde (zoals de martianen) of zelfs vrijwel identiek aan mensen (zoals Kryptonianen). Sommige van deze rassen hebben (onder bepaalde omstandigheden) van nature superkrachten. Zo kunnen martianen van vorm veranderen, en ontwikkelen Kryptonianen onder invloed van een gele zon krachten gelijk aan die van Superman. 
De orde in het DC Universum wordt doorgaans bewaakt door de Guardians of the Universe, en hun agenten: de Green Lantern Corps. Rivaliserende organisaties zijn de Darkstars en L.E.G.I.O.N.. 

### Bovennatuurlijke wezens
Magie en het bovennatuurlijke zijn ook geen onbekend verschijnsel in het DC Universum. Er bestaan dan ook verschillende bovennatuurlijke wezens zoals:
- Goden: de eerste wezens die zich goden noemden verschenen miljarden jaren geleden, maar vernietigden elkaar in een oorlog. Dit bracht de “Godwave” voort, een golf van kosmische energie die andere Goden in het universum hun krachten gaf. Klassieke goden in het DC Universum zijn onder andere die uit de Griekse Mythologie. Verder bestaat er een ras van wezens die bekendstaan als de "New Gods".
  - "The Presence": de schepper van het DC Universum en volgens velen de schepper die in veel religieuze verhalen wordt beschreven.
  - Hemel en Hel: Hemel en Hel bestaan in het DC Universum, maar er zijn vermoedens dat ze niet in dezelfde continuïteit bestaan. De Hemel en Hel die in de strips worden gezien zijn verbonden met de Aarde, wat de indruk wekt dat elke planeet met intelligent leven zijn eigen versie van Hemel en Hel heeft.

- De Lords of Chaos and Order: twee groepen van magische wezens die al sinds het begin der tijden tegen elkaar vechten. Ze geven vaak andere wezens magische krachten zodat die als agenten voor hen kunnen dienen. Veel superhelden en schurken met een magische oorsprong danken hun krachten aan deze wezens.

- Elementals: de aarde heeft zelf een levende geest genaamd “Maya”, die al millennialang wezens maakt om zichzelf te beschermen. Deze wezens krijgen hun krachten van de mystieke elementen. Voorbeelden zijn Swamp Thing, Firestorm, Naiad en Red Tornado.

- Homo Magi: een subgroep van de mensheid (Homo Sapiens) die een natuurlijke aanleg heeft om Magie te gebruiken. Dit ras is vrijwel geheel verdwenen door jarenlange kruisingen met gewone mensen. De laatste volbloed Homo Magi hebben zich teruggetrokken in een geheime stad, en staan tegenwoordig bekend als "The Hidden Ones".

- The Endless: fysieke manifestaties van universele fenomenen waar de mens mee te maken heeft, zoals de Dood, Wanhoop, Verlangen, Dromen enz.

- Tovenaars en heksen: verschillende magiërs bestaan in het DC Universum, waaronder Dr. Fate, Circe, the wizard Shazam, Mordru en Felix Faust.

- Demonische wezens: komen in verschillende vormen voor. De meeste komen uit de Hel of een soortgelijke wereld.

### Andere dimensies
Binnen het DC Universum bestaan verschillende dimensies. Voorbeelden zijn de gevangenisdimensie genaamd de Phantom Zone, het Antimatter Universe, de Pax dimensie en de Speed Force; een extradimensionele energiebron waar Speedsters (mensen met bovenmenselijke snelheid) kun kracht vandaan halen. 